# Marianna Sołtyszewska
Marianna Sołtyszewska (ur. 6 listopada 1927 w Ostrej Górze, zm. 27 kwietnia 2019 w Konstancinie-Jeziornie) – polska ekonomistka, posłanka na Sejm PRL III kadencji.

## Życiorys
Córka Michała i Walerii. Uzyskała wykształcenie wyższe niepełne, z zawodu technik technolog. Pracowała jako prezes spółdzielni „Sztuka Łowicka” w Łowiczu, była także przewodniczącą Rady Nadzorczej Centrali Przemysłu Ludowego i Artystycznego („Cepelia”). Wstąpiła do Polskiej Zjednoczonej Partii Robotniczej, w 1961 uzyskała mandat posła na Sejm PRL w okręgu Kutno. W trakcie kadencji zasiadała w Komisji Przemysłu Lekkiego, Rzemiosła i Spółdzielczości Pracy.